# Heinrich Hirtsiefer
Heinrich Hirtsiefer, född 26 april 1876 i Essen, död 15 maj 1941 i Berlin, var en preussisk politiker och fackföreningsman.
Hirtsiefer var ursprungligen finsmed, var 1904-20 kretsföreståndare, senare samma år förbundssekreterare i det katolska kristliga metallarbetarförbundet, och medlem av preussiska lantdagen för Centrumpartiet från 1919. Han var socialminister i Otto Brauns regeringar 1921–32, tillförordnad ministerpresident vid Brauns avgång i maj 1932, men avsattes jämte övriga regeringsledamöter jämte polispresidiet i juli 1932 då rikskansler Franz von Papen ställde Preussen under riksregeringens omedelbara ledning.